# Przebudzenie miłości
Przebudzenie miłości – amerykański thriller z 2000 roku na podstawie powieści Scotta Spencera.

## Główne role
- Billy Crudup – Fielding Pierce
- Nelson Landrieu – Francisco Higgens
- Ivonne Coll – Gisela Higgens
- Jennifer Connelly – Sarah Williams
- Paul Hipp – Danny Pierce
- Hal Holbrook – Isaac Green
- Lawrence Dane – Gubernator Kinosis
- Ed Harris – Jerry Charmichael
- Janet McTeer – Caroline Pierce
- Molly Parker – Juliet Beck
- Larry Marshall – Angelo Bertelli

## Fabuła
Rok 1972. Fielding Pierce i Sarah Williams spotykają się po raz pierwszy i zakochują się w sobie. Mieszkają ze sobą, mimo różnic charakteru i poglądów na świat. Związek ten nie wytrzymuje próby czasu i kończy się rozstaniem. Wtedy Sarah ginie w zamachu terrorystycznym. 10 lat później Pierce pracuje jako prokurator w Chicago i zamierza kandydować na kongresmena dzięki poparciu wuja swojej narzeczonej. Przed wyborami widzi przed oczami Sarah. Od tej pory pojawia się w najbardziej niespodziewanych momentach. Pierce próbuje wyjaśnić czy naprawdę widział dziewczynę czy może zwariował.